# Fundación Europea de Sociedades de Coleccionistas de Armas
La Fundación de Sociedades Europeas de Coleccionistas de Armas (FESAC por sus siglas en francés), es una organización paraguas que engloba a distintas entidades de diecisiete países de la Unión Europea (dato correspondiente a 2012). Su objetivo es influir activamente en la definición de la política europea supranacional sobre el coleccionismo de armas históricas.

## Trayectoria y filosofía
La Fundación de Sociedades Europeas de Coleccionistas de Armas fue creada en 1993 en Maastricht, Holanda, y en la actualidad está registrada en Ámsterdam. Siendo una organización transnacional, su sede se fija en el país de residencia del presidente de turno, actualmente Malta. La base de su ideología sostiene que las armas son parte fundamental del patrimonio de las naciones, y por tanto deben ser preservadas tanto por museos como por particulares, y tiene como propósito promover las actividades de coleccionismo, investigación y conservación de armas de fuego y artículos relacionados en su estado y forma originales.

## Política y legislación
La implicación activa de la fundación en lo referente a la legislación europea en materia de armas está en sus mismos orígenes, dado que su grupo de fundadores cuenta con asesores para gobiernos y miembros de comisiones ministeriales en esta materia. Algunos han participado, directa e indirectamente, en la redacción de la directiva europea (2008/51/CE).
Teniendo carácter supranacional, y en vista de los diferentes proyectos de ley y prácticas empeladas en algunos de los Estados miembros, FESAC es un férreo opositor a la idea que las legislaciones nacionales en materia de armas se impongan sobre la normativa europea, alegando que el principio de subsidiariedad en sí no otorga a los gobiernos libertad para proceder a lo que considera destrucción del patrimonio nacional y europeo.
Para defender su postura, la fundación aduce que tanto la normativa europea como el correspondiente protocolo de la ONU y la Nomenclatura Arancelaria de Bruselas (NAB), apoyan sus argumentos. En el caso de la NAB, considera que la inclusión de las armas de colección en el apartado de "artículos coleccionables de interés histórico" (Código SA 97.05) le da la razón.

## Colaboraciones
Siendo una organización global, la labor de la fundación se basa en las colaboraciones entre las entidades que la conforman, y el intercambio de información entre los delegados de las mismas.
Adicionalmente, dado que tiene como objetivo promover el estudio de las armas en el contexto histórico, colabora con coleccionistas y museos nacionales que comparten su visión. Entre otros, la fundación mantiene estrechos lazos con el Comité Internacional de Museos de Armas e Historia Militar (ICOMAM por sus siglas en inglés).

## Estructura y órganos
La junta directiva está formada por el presidente de la fundación, vicepresidente, secretario y tesorero, con los delegados de los países miembros ejerciendo de vocales. Cada delegado representa a un país, y se designa por la entidad miembro de la fundación en dicho país. Sólo puede haber un delegado por país, y en la mayoría de los casos cada país sólo cuenta con una entidad miembro (normalmente se trata de una asociación u otra organización sin ánimo de lucro). El delegado propuesto, normalmente una persona conocedora de la legislación local y conocida por las entidades de coleccionistas locales, una vez admitido, toma posesión como miembro de la directiva de la fundación, un cargo que se renueva anualmente. Durante el año de ejercicio el delegado representa la postura de su país, vota en nombre del mismo e informa a las entidades relevantes de las actuaciones realizadas. Cada delegado, y por tanto cada país miembro, tiene un solo voto.
El presidente es un miembro de la junta directiva elegido entre los delegados por sus pares. Una vez confirmado en el cargo renuncia su puesto de delegado, cediendo los poderes al siguiente candidato propuesto por la entidad representante de su país.
Los miembros de la directiva se reúnen una vez al año, en la conferencia anual, a la que también acuden asesores, observadores y demás invitados. Durante la conferencia, los delegados presentan los informes relativos a la situación del coleccionismo de armas en su país y repasan la estrategia para los próximos doce meses. Se aprovecha también para nombrar los nuevos delegados y demás miembros de la directiva.

## Países y entidades con voto en la directiva
- Alemania
- Austria: Interessengemeinschaft liberales Waffenrecht in Österreich (IWÖ)
- Bélgica: Societe des Amis du Musee de l’Armee (SAMA)
- Dinamarca: Vaabenhistorisk Selskab (VHS)
- España: Asociación Nacional del Arma de España (ANARMA)
- Finlandia:  Suomen Asehistoriallinen Seura r.y. (SAS)
- Francia: Union Française des amateurs d’Armes (UFA)
- Reino Unido: Arms & Armour Society (A&AS)
- Italia: Associazione Amici del Museo delle Armi di Terni (AMAT)
- Luxemburgo
- Malta: Association of Maltese Arms Collectors & Shooters (AMACS)
- Noruega: Norsk Vĺpenhistorisk Selskap (NVS)
- Portugal:  Sociedade Portuguesa De Armas Antigas (SPAA)
- Reino Unido: Arms & Armour Society (A&AS)
- Rumania: Asociatia Nationala A Colectionarilor De Arme (ANCA)
- Suecia: Svenska Vapenstiftelsen (SVEVAP)
- Suiza: Association suisse pour l’étude des armes et armures (ASEAA)